# تروند اولسن
تروند اولسن (بالنرويجية البوكمول: Trond Olsen)‏ (5 فبراير 1984 في النرويج - ) هو لاعب كرة قدم نرويجي في مركز الهجوم. شارك مع منتخب النرويج تحت 16 سنة لكرة القدم ومنتخب النرويج تحت 17 سنة لكرة القدم ومنتخب النرويج تحت 18 سنة لكرة القدم ومنتخب النرويج تحت 19 سنة لكرة القدم ومنتخب النرويج تحت 21 سنة لكرة القدم ومنتخب النرويج لكرة القدم ومنتخب سامي لكرة القدم. أما مع النوادي، فقد لعب مع نادي روسنبورغ ونادي فيكينغ ونادي ليلستروم ونادي بودو/غليمت.

## وصلات خارجية
- تروند اولسن على موقع الاتحاد الأوربي (الإنجليزية)
- تروند اولسن على موقع اتحاد النرويج (النرويجية)
- تروند اولسن على موقع قاعدة بيانات كرة القدم.إي يو (الإنجليزية)
- تروند اولسن على موقع ناشيونال فوتبول تيمز (الإنجليزية)
- تروند اولسن على موقع Soccerway.com (الإنجليزية)